# يون أندير سيرانتيس
يون أندير سيرانتيس سيمون (بالإسبانية: Jon Ander Serantes Simón)‏ (مواليد 24 أكتوبر 1989 - باراكالدو ، إسبانيا) هو لاعب كرة قدم إسباني ، يلعب حاليًا لنادي ليغانيس الإسباني في مركز حراسة المرمى.

## روابط خارجية
- يون أندير سيرانتيس على موقع رابطة كرة القدم اليابانية للمحترفين (اليابانية)
- يون أندير سيرانتيس على موقع قاعدة بيانات كرة القدم.إي يو (الإنجليزية)
- يون أندير سيرانتيس على موقع Soccerbase.com (لاعب) (الإنجليزية)
- يون أندير سيرانتيس على موقع Soccerway.com (الإنجليزية)
- يون أندير سيرانتيس على موقع عالم كرة القدم.نت (الإنجليزية)
- يون أندير سيرانتيس على موقع AS.com (الإسبانية)